# 福盛田藍子
福盛田 藍子（ふくもりた あいこ）は、日本の漫画家。岩手県出身。日本デザイナー芸術学院仙台校卒。代表作は『月刊Gファンタジー』（スクウェア・エニックス、現・スクウェア・エニックス）に連載された「ティルナフロウ」。
2002年、「大きな木の下で」で第6回新世紀マンガ大賞に入選し、17歳でデビュー。
『月刊ステンシル』（エニックス）にて読切を執筆していたが、同誌の休刊に伴い『月刊Gファンタジー』に移籍。

## 作品リスト
- 大きな木の下で（月刊ステンシル2002年9月号、読切）※デビュー作
- シアワセ☆デイズ（月刊ステンシル2002年12月号、読切）
- ティルナフロウ（月刊Gファンタジー、全4巻）
- 緑のリオ（月刊Gファンタジー、全1巻）
- ハヤチネ!（ガンガンONLINE、既刊5巻）